# Maria Gatczyńska
Maria Gatczyńska, imię świeckie: Lidia Aleksandrowna Lelanowa, (ur. w 1874 w Petersburgu – zm. 19 kwietnia 1932 tamże) – święta mniszka i nowomęczennica prawosławna.
Urodziła się w rodzinie zamożnego kupca. Ukończyła gimnazjum żeńskie. Jeszcze będąc jego uczennicą, w wieku 16 lat, wskutek komplikacji po zapaleniu mózgu, zapadła na chorobę Parkinsona. Leczenie, także za granicą, nie przyniosło rezultatów i nastoletnia Lidia całkowicie straciła zdolność samodzielnego poruszania się. Zachowała jednak pełnię zdrowia umysłowego i psychicznego.
Według jej pierwszego hagiografa, ks. Michaiła Polskiego, postępy choroby sprawiły, że dziewczyna stała się nadzwyczaj pokorna, znosiła swój stan bez skarg, zaś długie godziny zaczęła spędzać na modlitwie. W 1913 razem ze swoją rodziną przeprowadziła się do Gatczyny. Po dziewięciu latach złożyła śluby zakonne na ręce archimandryty Makarego (Woskriesienskiego)  z błogosławieństwa metropolity piotrogrodzkiego Beniamina, przyjmując imię Maria. Pozostawała w Gatczynie, spędzając cały czas na modlitwach i rozmowach z ludźmi, którzy zwracali się do niej z prośbami o duchowe wsparcie. Wśród wiernych przychodzących do niej byli przedstawiciele wszystkich grup społecznych, w tym kapłani i biskupi prawosławni. Mniszka Maria, uznawana już za życia za świętą, była znana także poza granicami eparchii petersburskiej. Przypisywano jej dary przepowiadania przyszłości i czynienia cudów.
W 1927, po ogłoszeniu przez metropolitę moskiewskiego Sergiusza deklaracji lojalności wobec władz stalinowskich, mniszka Maria potępiła działanie metropolity i poparła nie wspominających skupionych wokół metropolity leningradzkiego Józefa. Za prawowitego strażnika tronu patriarszego w Moskwie uważała jedynie przebywającego w więzieniu metropolitę Piotra (Polańskiego).
Na początku lat 30. XX wieku jej zdrowie uległo dalszemu pogorszeniu, nie zmieniła jednak dotychczasowego trybu życia. 19 lutego 1932 została aresztowana razem z siostrą pod zarzutem prowadzenia agitacji antyradzieckiej (za przejaw takowej uznano m.in. głoszenie przez nią Ewangelii). Mniszka została wywieziona do Leningradu, gdzie skazano ją na trzy lata zesłania. Jednak jeszcze przed wyjazdem do miejsca odbywania kary Maria zmarła i została pochowana na Cmentarzu Smoleńskim, w pobliżu kaplicy grobowej Ksenii z Petersburga. Miejsce to stało się celem nieformalnych pielgrzymek wierzących mieszkańców Leningradu.

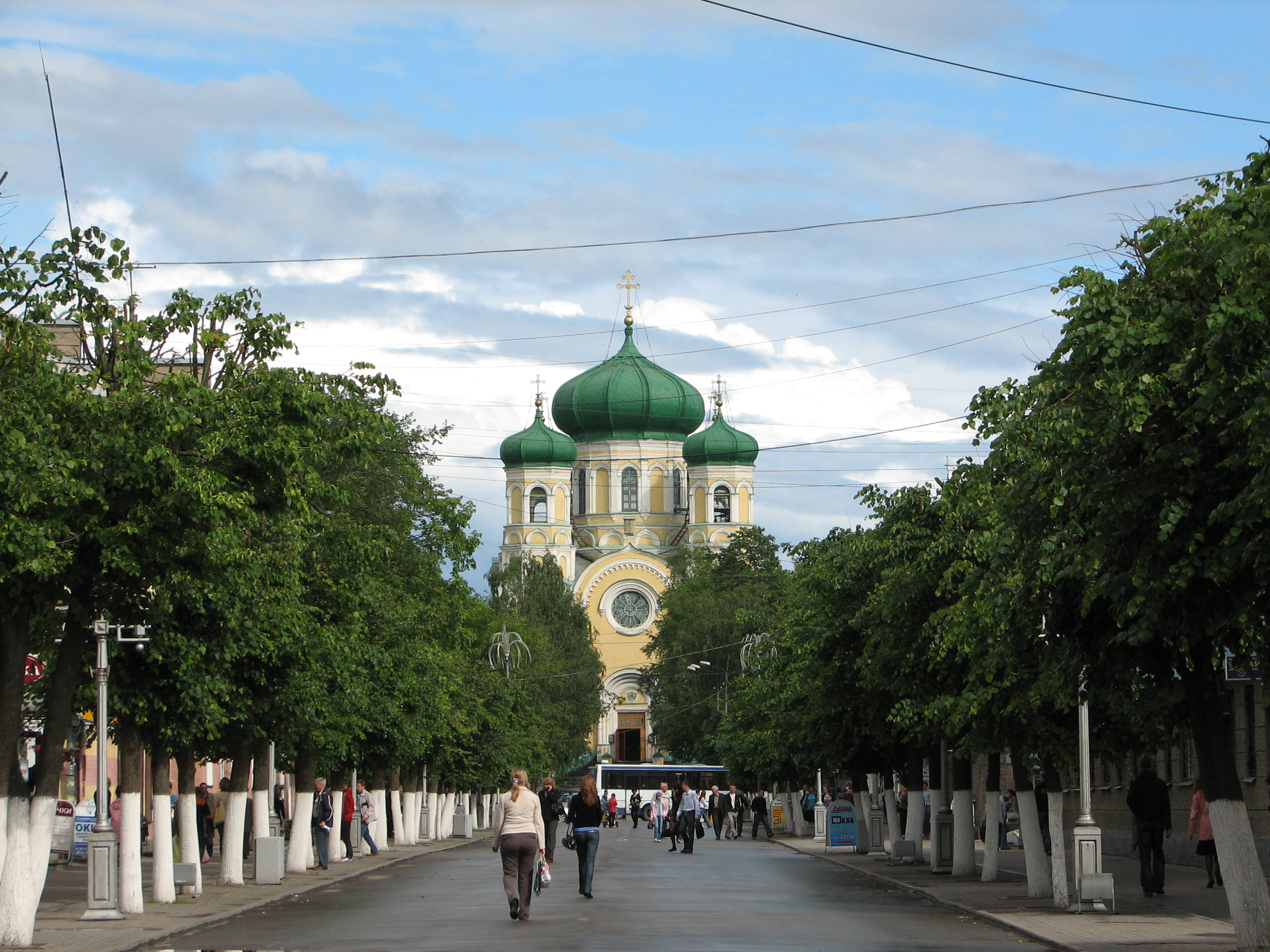
Sobór św. Pawła w Gatczynie

W 1981 mniszka Maria została kanonizowana przez Rosyjski Kościół Prawosławny poza granicami Rosji jako jedna z soboru świętych nowomęczenników rosyjskich. W latach 2004–2007 odrębne procedury kanonizacyjne przeprowadził Rosyjski Kościół Prawosławny. Uroczystej kanonizacji przewodniczył metropolita petersburski Włodzimierz 19 kwietnia 2007.
26 marca tego samego roku relikwie świętej zostały ekshumowane i przeniesione do soboru św. Pawła w Gatczynie.